# عشق و گلوله‌ها
عشق و گلوله‌ها (به انگلیسی: Love and Bullets) یک فیلم سینمایی آمریکایی در ژانر جنایی و فیلم اکشن محصول سال ۱۹۷۹ میلادی به کارگردانی استوارت روزنبرگ و با بازیگری چارلز برانسون می‌باشد.

## بازیگران
- چارلز برانسون: چارلی کانگرز
- جیل ایرلند: جکی پریت
- راد استایگر: جو بومپسا
- هنری سیلوا: ویتوریو فارونی
- استروتر مارتین: لوئیس مونک
- برادفورد دیلمن: بریکمن
- مایکل وی. گازو
- پال کوسلو: هانتز
- وال آوری: کاروسو
- سام جونیور: کوک (به عنوان سام جوید)
- بیلی گری: دورانت (به عنوان ویلیام گری)
- جروم ثور: سناتور
- جوزف رومن: کرونر
- آلبر سلمی: اندی
- جان هَـلَم: سرویتی
- سیدنی کین: ماچونی
- لورن چیس: دوست دختر ویتوریو[۵][۶]